# Huși
Huși (pronunciació en romanès: [Huʃʲ], en jiddisch / hebreu: חוש‎ Khush, en hongarès: Huszváros, en alemany: Hussburg) és una ciutat del comtat de Vaslui, Romania, antiga capital del desmantellat comtat de Fălciu a la regió històrica de Moldàvia occidental, seu episcopal ortodoxa romanesa i seu d'algunes de les millors vinyes de Romania.
La ciutat està situada en un ramal del ferrocarril Iași - Galați, a 14 quilòmetres a l'oest del riu Prut i de la frontera amb la República de Moldàvia. El 2011, la població de la ciutat era de 26.266 habitants.

## Història

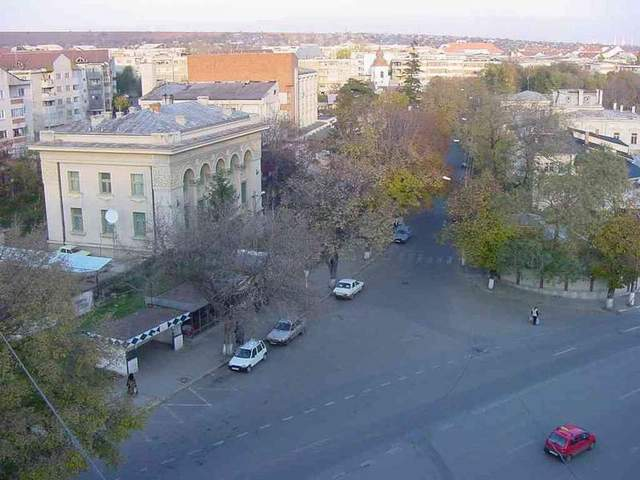
Vista de la ciutat

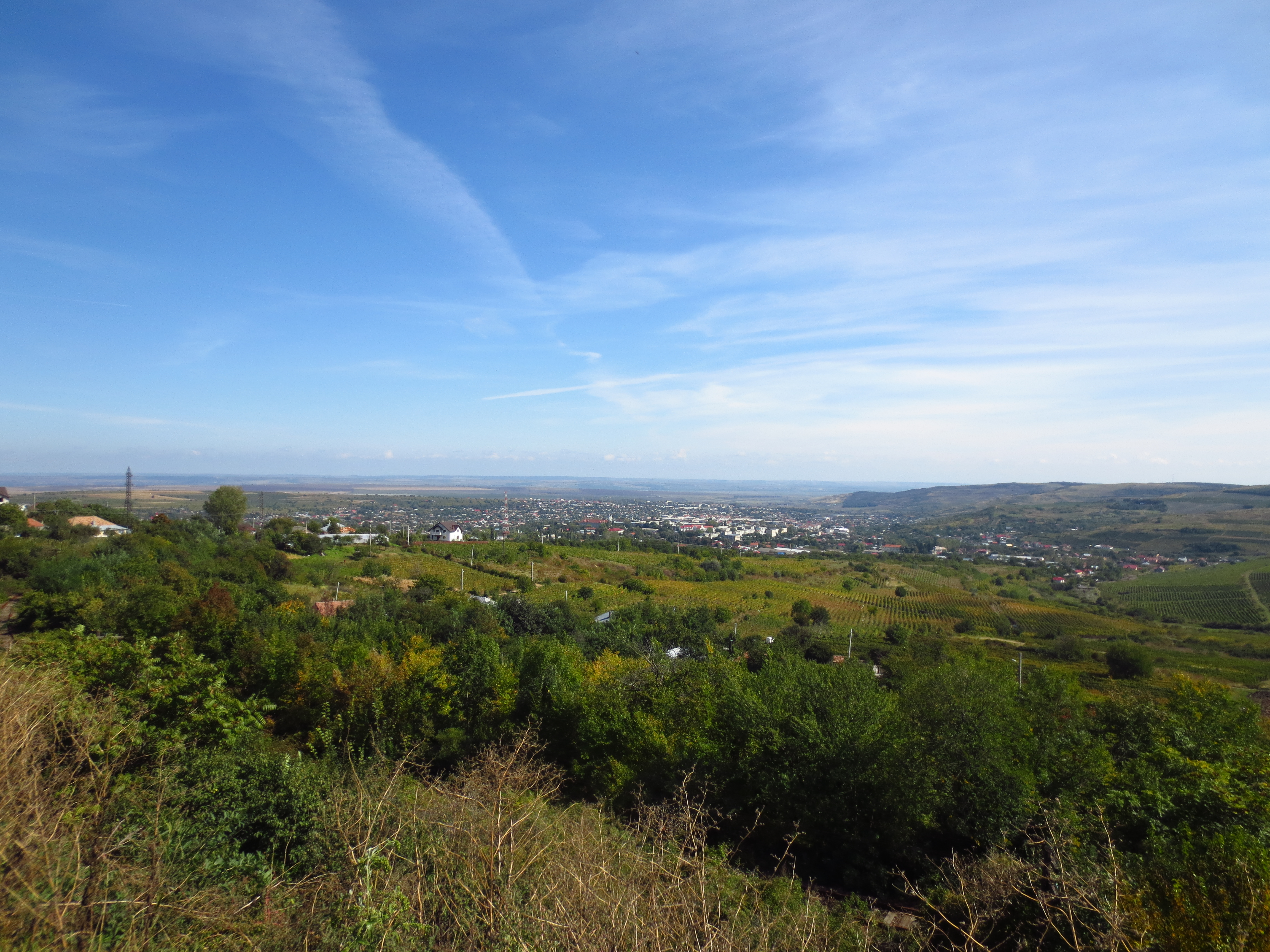
Huși, del turó de la Dobrina

Una teoria afirma que Huși va ser fundada al segle xv per una colònia de husites, de la qual hauria derivat el seu nom; això ha estat discutit per reconeguts erudits com Nicolae Iorga i el bisbe Melchisedec Ștefănescu, que van argumentar que el nom de la ciutat és més antic, originant-se del boicot Hus (el nom del qual també es tradueix com Husul o Husea), que posseïa terres a l’àrea
El primer document que menciona la ciutat és una carta del 17 de desembre de 1487, enviada pel príncep de Moldàvia, Esteve III el Gran, als influents comerciants saxons de Brașov ; el text indica que la carta s'havia enviat des de Huși. Poc després, Huși es va convertir en un dels llocs de residència preferits d'Esteban III, fet que va conduir a un notable augment de l'estatus econòmic i polític per al període següent.
Prínceps que van succeir a Stephen —com Bogdan III cel Orb, Petru Rareș, Iliaș, Alexandru Lăpușneanu i Ioan Vodă cel Cumplit— també van triar Huși com una de les seves residències preferides, tenint en compte tant els seus vins com la ubicació estratègica que permetia una eficiència. supervisió de diverses campanyes antiotomanes.
El 1598, durant el regnat d'Ieremia Movilă, Huși es va establir com a seu episcopal de l'església ortodoxa oriental, tot i que la catedral de Huși havia estat construïda per Esteban III (1491) com a església del seu palau. Després del 1598, els bisbes es van convertir en els propietaris de la ciutat i de les seves terres i, per tant, van ser els agents principals del desenvolupament de la ciutat.
El 1711, Huși va ser el lloc de signatura del tractat de la Pruth que va posar fi a la guerra russo-turca.

### Història jueva de Huși
Segons la tradició local, els primers immigrants jueus van arribar a Huși temps després del 1484 (els documents esmenten "cinc famílies, entre elles Frisof, Stofler i Gronic "). El 1747 hi havia uns 1.042 jueus a la ciutat; cca. 2.500 el 1859; 3.587 el 1897; 2.514 el 1930; 2.100 el 1942; 2.000 el 1992. El 2005, Huși acollia només 25 jueus (0-15 anys: 1 persona; 16-35 anys: 3 persones; 36-60 anys: 6 persones; més de 60 anys: 10 persones), resultat de successives onades d'alies després de la Segona Guerra Mundial.
Els jueus de Huși han tingut un paper important en el desenvolupament econòmic de la ciutat, especialment als segles xviii i xix, en un moment en què la ciutat era considerada una de les més importants de Moldàvia.
La primera sinagoga (Beth-Hanidras, la gran sinagoga) es va construir al segle xviii. El 1943 hi havia cinc sinagogues (Beth-Hanidras, Ceaușul Mare, Blănari, Croitorilor, Postelnici). Actualment, només una sinagoga dona servei a la comunitat jueva. El primer cementiri jueu es va fundar el 1680, al carrer Călărași. El segon cementiri es va inaugurar el 1880 i encara es fa servir.

### Història hongaresa de Huși
Segons alguns historiadors, Huși va ser establerta per refugiats hussites del Regne d'Hongria al segle XV. La ciutat té un paper important en la història hongaresa perquè la primera traducció bíblica hongaresa es va escriure a Huși. Les seves còpies es poden trobar al còdex de Viena i al còdex Apor. Durant la Contrareforma els ciutadans husites es van convertir a la fe catòlica; no obstant això, al segle XVII la majoria de la ciutat eren catòlics hongarès-saxons. Com va escriure l'arquebisbe Bandinus el 1648 "els habitants aquí són hongaresos i romanesos; els hongaresos són la majoria. Comparteixen les posicions de lideratge entre ells: si en un any el jutge és hongarès, l'any que ve un romanès serà el jutge, de manera que els líders es canviaran alternativament. Els hussites fins ara cantaven en hongarès a les misses i litúrgies sagrades, el que era una mala pràctica en aquell temps. Ho vam organitzar per tal de satisfer la necessitat de la gent, que les santes litúrgies es realitzessin en llatí, i abans i després de la missa els himnes haurien de cantar-se en hongarès, per satisfer la devoció del poble.
Fa dos anys, un poble del riu Prut tenia dotze cases hongareses, però a causa de moltes dificultats, els hongaresos van emigrar a la terra tàrtara, a la ciutat anomenada Csoborcsok, i altres a Huși, de manera que la regió va romandre abandonada. Els catòlics són 682, en el nombre que tenen un Szekler sacerdot anomenat Michael Rabczony. " Després del segle xix, l'assimilació va arribar a la població catòlica de Huși. El 1898 Gheorghe I. Lahovary va escriure que els hongaresos són el 1838 d'un total de 12.600, però només parlen romanès. El 1930, la ciutat tenia 3.983 catòlics romans, però només 324 ciutadans hongaresos. El resultat de l'assimilació que avui només viuen 9 hongaresos (de 5.826 catòlics romans) a Huși. El cens de 2011 tenia 26.266 habitants.

## Fills il·lustres
- Vasile Buhăescu
- Corneliu Zelea Codreanu
- Constantin Codrescu
- Neculai Costăchescu
- Alexandru Ioan Cuza (disputat amb Bârlad)
- Nicolae Dabija
- Ștefan Dimitrescu
- Alexandru Giugaru
- Anton Holban
- Nicolae Hortolomei
- Nicolae Malaxa
- Elena Meissner
- Nicolae Negură
- Mihaela Popa
- Maria Răducanu
- Mihai Ralea
- Ștefan C. Șendrea
- Gheorghe Teleman